# Działoszyce (gmina)
Pour l’article homonyme, voir Działoszyce.
La gmina de Działoszyce est une commune urbaine-rurale de la voïvodie de Sainte-Croix et du powiat de Pińczów. Elle s'étend sur 105,48 km2 et comptait 5 640 habitants en 2006. Son siège est la ville de Działoszyce qui se situe à environ 23 kilomètres au sud-ouest de Pińczów et à 61 kilomètres au sud de Kielce.

## Villages
Hormis la ville de Działoszyce, la gmina de Działoszyce comprend les villages et localités de Biedrzykowice, Bronocice, Bronów, Chmielów, Dębiany, Dębowiec, Dziekanowice, Dzierążnia, Dziewięczyce, Gaik, Iżykowice, Jakubowice, Januszowice, Jastrzębniki, Ksawerów, Kujawki, Kwaszyn, Lipówka, Marianów, Niewiatrowice, Opatkowice, Pierocice, Podrózie, Sancygniów, Stępocice, Sudół, Świerczyna, Sypów, Szczotkowice, Szyszczyce, Teodorów, Wola Knyszyńska, Wolica, Wymysłów, Zagaje Dębiańskie et Zagórze.

## Gminy voisines
La gmina de Działoszyce est voisine des gminy de Czarnocin, Książ Wielki, Michałów, Pińczów, Racławice, Skalbmierz, Słaboszów et Wodzisław.